# Alandi

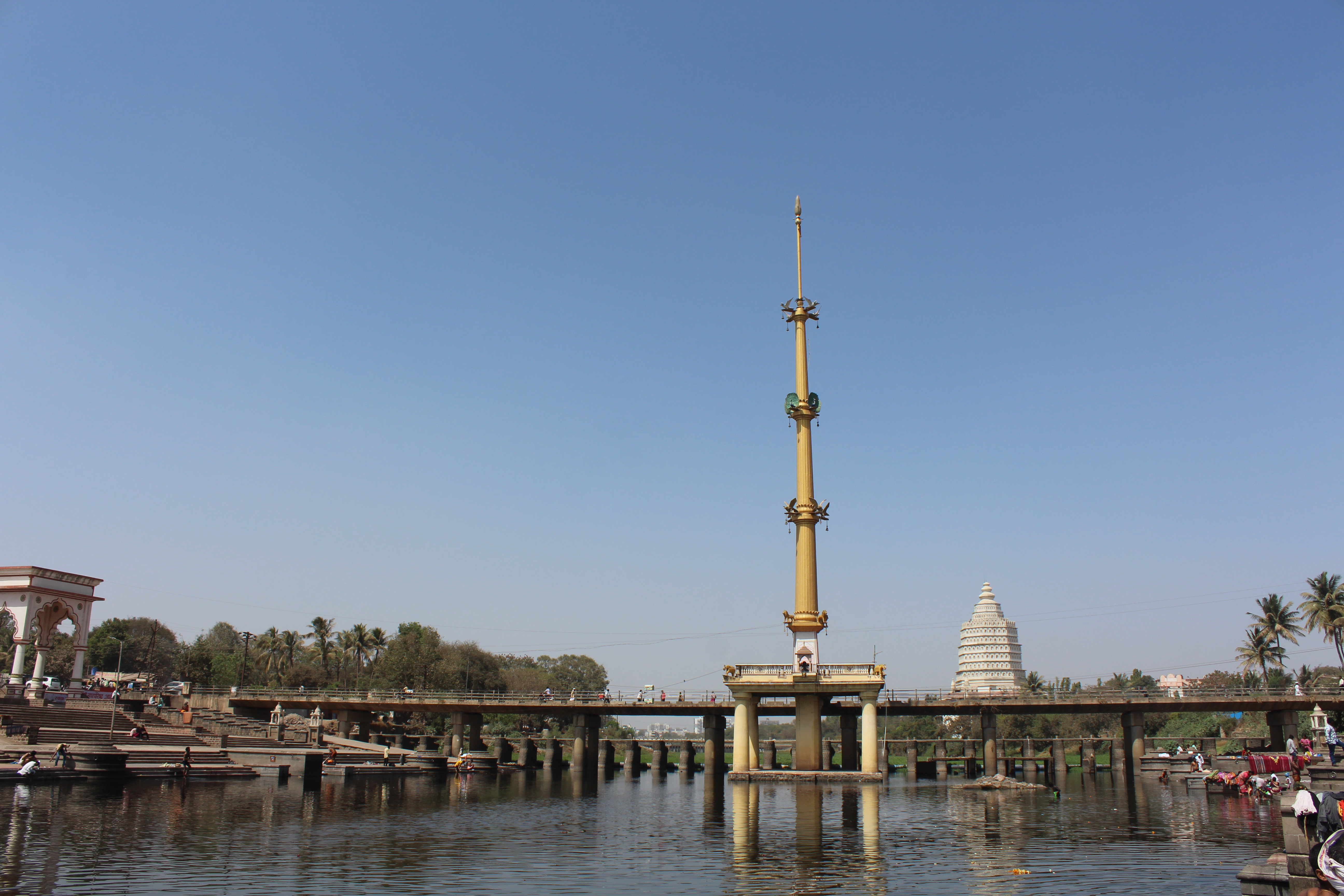
Alandi – Indrayani-Fluss, Garuda-Säule und Dnyaneshswar-Tempel

Alandi (Marathi आळंदी) ist eine etwa 35.000 Einwohner zählende Stadt im Distrikt Pune im indischen Bundesstaat Maharashtra. Neben der Nachbarstadt Dehu ist sie das bedeutendste Pilgerzentrum zu Ehren des als heilig verehrten Hindu-Mystikers Tukaram.

## Lage und Klima
Die Stadt Alandi liegt am Fluss Indrayani in einer Höhe von ca. 577 m auf dem Dekkan-Plateau nahe den Westghats. Die Entfernung nach Pune beträgt etwa 20 km (Fahrtstrecke) in südlicher Richtung; Mumbai befindet sich etwa 145 km nordwestlich. Das Klima ist warm bis heiß; Regen (ca. 700 mm/Jahr) fällt nahezu ausschließlich während der sommerlichen Monsunzeit.

## Bevölkerung
| Jahr      | 1991   | 2001   | 2011   |
| Einwohner | 10.249 | 17.565 | 28.645 |

Knapp 94 % der Einwohner sind Hindus; nur ca. 1,5 % sind Moslems und ca. 2,5 % sind Buddhisten – die restlichen 2 % verteilen sich auf Jainas, Sikhs, Buddhisten und Christen. Ca. 20 % höher als der weibliche ist der männliche Bevölkerungsanteil. Umgangssprachen sind Marathi und Hindi.

## Wirtschaft
Die Umgebung der Stadt ist in hohem Maße landwirtschaftlich geprägt, aber auch der Pilger-Tourismus (bereits Ende des 19. Jahrhunderts waren es ca. 50.000 pro Jahr; heute sind es um die 200.000 allein zur Zeit des Palkhi-Festivals) spielt eine enorme Rolle für die Einnahmen der Bevölkerung.

## Geschichte
Die Besiedlung des Ortes reicht wahrscheinlich weit zurück; doch ins Blickfeld trat er erst als zeitweiliger Meditationsort des jung verstorbenen Hindu-Mystikers Dnyaneshwar im 13. Jahrhundert. Im 18. Jahrhundert trat erneut ein hinduistischer Dichter und Mystiker in der Stadt auf: Der in vielen Orten entlang der Indrayani und der Bhima bis hin nach Pandharpur verehrte Tukaram propagierte die völlige Hingabe (bhakti) an Gott.

## Sehenswürdigkeiten
- Die meisten Pilger kommen, um an den Ghats des heiligen Flusses Indrayani ein rituelles Bad zu nehmen und/oder um einen der vielen Tempel zu besuchen.
- Ein Bau aus dem beginnenden 21. Jahrhundert ist der Dnyaneshwar Maharaj Samadhi Mandir, der zu Ehren des Dichters und Mystikers Dnyaneshwar errichtet wurde.[4]